# 小關裕太
小關裕太（日语：／ Koseki Yūta；1995年6月8日—），童星出身的日本男演員、模特兒，身高180cm，事務所是Amuse。
2006年度開始在兒童節目『天才兒童MAX』（NHK教育電視台）裡作為TV戰士演出而為人所知。

## 人物
- 是少數在6月誕生的TV戰士。此外，若按照生日順序排列2006年度新人戰士的8個人的話，他算是第100位的TV戰士。
- 從作為新人TV戰士的2006年度開始，在節目核心的連續劇『新優克迪爾故事』中，與渡邊Elly一起演出故事核心的重要角色，吸引了許多人的注意與期待。
- 與烏鴉有很深的淵源，自稱是「烏鴉博士」。一如其名，擅長模仿烏鴉的的叫聲,曾在2006年度新人的自我介紹談話中實際表演過。另外在『こちら「週刊ユゲデールマガジン」編集部スペシャル』中，與カラスヤマくん（操作的玩偶）一起發表了「烏鴉的肉是黑的」的報導，但是根據細田羅夢的調查,這顯然是弄錯了,因此他在節目的網站中向大家道歉與訂正。但之後與千秋Lacey一起向大家展示他們所發現的，肉和骨頭都是黑的鳥類-烏骨雞,讓眾人們大開眼界。
- 2006年度的第2學期開始在『紙飛機達陣賽』中，以隊的一員身分參加比賽，活躍於K-2賽,K-1賽與年度錦標賽出場資格爭奪戰等多場比賽，隊伍的口號是「用閃閃發亮力量加油吧!」。
- 是兩人兄妹的長男。養兩隻狗，名字分別是「Choco」以及「Candy」
- 喜歡的食物是日式甜點。曾說過自己經常下廚，拿手料理是茶泡飯。
- 喜歡的顏色是祖母綠。
- 喜歡的地方是海旁，草原和天空。
- 喜歡的男性藝人是同樣隸屬於Amuse事務所的三浦春馬以及丹尼爾·雷德克里夫。喜歡的電影是哈利波特
- 在網球王子舞台劇公演期間，因成長期的關係身高急速拉長，本人似乎對此有些苦惱。
- 演藝圈中交情好的有須賀健太、和田琢磨、神木隆之介等人。
- 與同事務所的平埜生成 （页面存档备份，存于）交情甚好，也曾在FROGS舞台劇共演，故此組合在粉絲間被稱為「こせきなり」。
- 跟一起主演電影等一下棒球部!的須賀健太與山本涼介是高中同學。

## 主要演出作品

### 戲劇出演
| 年份 | 電視台                 | 劇名                                   | 角色       | 備註            |
| 2019 | TBS電視台              | Heaven?天國餐館                        | 峰和彥     | 第5話・最終話   |
| 2020 | 東京電視台             | 來世要好好地做                         | 松田健     |                 |
| 2020 | NHK綜合頻道            | 閻魔堂沙羅的推理奇談                   | 浜本尚太   | 第1話           |
| 2021 | 東京電視台             | 大叔與貓                               | 森山良春   | 第3話           |
| 2021 | 富士電視台             | 認識的妻子                             | 上原邦光   | 第6話           |
| 2021 | 東京電視台             | 戀愛喜劇守則自卑女與年下男             | 真宮亮     |                 |
| 2021 | 東京電視台             | 獨活女子的守則                         | 真宮亮     | 第5話           |
| 2021 | 日本電視台             | 秘密內幕～女警的反擊～                 | 武田       | 第5話           |
| 2021 | 東京電視台             | 傷心小吃店                             | 瀧井潤     |                 |
| 2021 | 東京電視台             | 時尚宅評論師Oshako！2                  | 石際高目   | 第1話           |
| 2021 | 東京電視台             | 來世要好好地做2                        | 松田健     |                 |
| 2021 | 日本電視台             | 不良少年與白手杖女孩                   | 緋山翔太   | 第7話           |
| 2022 | 日本電視台、Hulu       | 與你在世界終結之日                     | 五十嵐修   | 特別版          |
| 2022 | TBS電視台              | 石子與羽男：這種事能告嗎？             | 澤村篤彥   | 第1話           |
| 2022 | 富士電視台             | Black / Crows～roppongi underground～  | 神崎康樹   | 主演            |
| 2022 | 富士電視台             | Black / Crows～roppongi underground～2 | 神崎康樹   | 主演            |
| 2023 | 東京電視台             | 來世要好好地做3                        | 松田健     |                 |
| 2023 | 日本電視台             | 治癒系鄰居有秘密                       | 仁科蒼真   | 主演            |
| 2023 | U-NEXT                 | 始於賭約的告別之戀                     | 里村紘一   |                 |
| 2023 | 關西電視台・富士電視台 | 跳槽的魔王大人                         | 兒玉雄一郎 | 第10話 - 最終話 |
| 2023 | 富士電視台             | 稅調～「繳不了稅」是有原因的～         | 木下裕介   | 第3話           |
| 2024 | 富士電視台             | 大奧                                   | 葉山貞之助 |                 |
| 2024 | TBS電視台              | 好想把那個人渣狠揍一頓                 | 大葉奏斗   |                 |
| 2025 | 關西電視台・富士電視台 | 和富家少爺的戀愛太難了                 | 成田理人   |                 |
| 2025 | 日本電視台             | 遺產偵探                               | 百萬遍正臣 | 第4話・第5話    |
| 2025 | 富士電視台             | 問題物件                               | 岩下圭吾   | 第7話           |
| 2025 | 富士電視台             | 宛如粼光夫婦日和                       | 深見龍之介 |                 |
| 2025 | NHK綜合頻道            | 孤獨死又怎樣                           | 山口聰     |                 |

### 廣告
- となりのハイムさんシリーズ（セキスイハイム）

### 舞台劇
- ニライカナイ錬金王伝説（SET本公演）スーパーエキセントリックシアター
- 守護甜心舞台劇（2009年）相馬空海
- 金色琴弦舞台劇（2010年3月）志水桂一
- 金色琴弦舞台劇夏公演（2010年7月 - 8月）志水桂一
- BLACK＆WHITE 悪魔のテンシ 天使のアクマ（2010年8月 - 9月）天使25253
- 網球王子舞台劇第二季（2011年）菊丸英二
- FROGS （2013年5月17日 - 5月26日・“シアターグリーン”、7月18日 - 7月27日・“AiiA Theater Tokyo”、Amuse）カケル
- FROGS Special公演（2013年7月23日・7月27日“AiiA Theater Tokyo”）フクロウ
- 音樂劇『DNA-SHARAKU』（2016年1月）結城連
- 音樂劇『我是真悟』（2016年12月 - 2017年1月）羅賓
- 朗讀劇『腦海中的橡皮擦 9th letter』（2017年8月17日・8月20日）浩介

### 電影
- 親指さがし
- 夢十夜
- 大奧
- 葡萄的眼淚（2014年）アオ青年時期
- 空と海のあいだ（2015年）中富真司
- あしたになれば。（2015年）（主演）松井大介
- 覆面系 Noise（2017）（主演）榊桃
- 等一下棒球部!（2018）（主演）秋本高兵
- 笑傲曇天（2018）永山蓮(電影原創角色)
- 要你對我×××！（2018）（主演）北見時雨
- 等待春天的我們（2018）神山亞哉

### 音樂錄影帶
- 山下達郎「平安夜」30周年記念單曲專輯

### 寫真集
- 小關裕太首本寫真集 『ゆうたび。』（2014年12月20日發售）
- 小關裕太Photo book 『22你好』（2017年7月28日發售）

## 外部連結
- 經紀公司官方個人簡介頁面 （页面存档备份，存于）
- 小関裕太官方BLOG REFRESH （页面存档备份，存于）
- 小關裕太的X（前Twitter） （页面存档备份，存于）
- 小關裕太的Instagram帳戶